# National Mall and Memorial Parks
National Mall and Memorial Parks (auch als National Capital Parks-Central bekannt) ist eine Verwaltungseinheit des National Park Service, die für viele National Memorials und andere Bereiche in Washington, D.C. zuständig ist. Dazu gehören:
- National Mall
- Constitutions Gardens
- West Potomac Park
- Tidal Basin
- African American Civil War Memorial
- Constitution Gardens
- East Potomac Park
- Ford’s Theatre National Historic Site
- Franklin Delano Roosevelt Memorial
- George Mason Memorial
- John Ericsson National Memorial
- Korean War Veterans Memorial
- Lincoln Memorial
- Martin Luther King, Jr. National Memorial
- National World War II Memorial
- Pennsylvania Avenue National Historic Site
  - Old Post Office Tower
- Thomas Jefferson Memorial
- Vietnam Veterans Memorial
- Washington Monument

Bundeseigene Parks gibt es seit 1790 in der Hauptstadt, sie gehören zu den ältesten in den Vereinigten Staaten. 1933 wurden sie der Kontrolle des National Park Service unterstellt. Diese Parks waren bis 1965 als die National Capital Parks bekannt. Der NPS betreibt heutzutage mehrere Parkgruppierungen: den National Capital Parks-East, den Rock Creek Park, den President’s Park und den George Washington Memorial Parkway. National Mall and Memorial Parks bietet außerdem technische Unterstützung für das United States Navy Memorial an.